# Сертификат эксплуатанта
Сертификат эксплуатанта ВС (Air operator certificate) — сертификат, разрешающий эксплуатанту выполнять определенные коммерческие воздушные перевозки. (Doc 9760, издание 3, 2014г. ИКАО).
(официальный документ, разрешающий осуществление воздушных перевозок и авиационные работы в соответствии с условиями и ограничениями, содержащимися в эксплуатационных спецификациях, являющихся неотъемлемой частью сертификата).
Сертификат эксплуатанта (лицензия) является основным документом, подтверждающим соответствие авиакомпании требованиям законодательства Российской Федерации и Чикагской конвенции о международной гражданской авиации.